# Darrell Luter Jr.
Darrell Akeem Luter Jr. (Hattiesburg, 24 aprile 2000) è un giocatore di football americano statunitense che milita nel ruolo di cornerback per i San Francisco 49ers della National Football League (NFL).

## Carriera

### San Francisco 49ers
Al college Luter giocò a football al Pearl River Community College (2018-2019) e alla South Alabama University (2020-2022), venendo inserito nella formazione ideale della Sun Belt Conference nel 2021. Fu scelto nel corso del quinto giro (155º assoluto) del Draft NFL 2023 dai San Francisco 49ers. Debuttò come professionista subentrando nella gara del decimo turno contro i Jacksonville Jaguars giocando 11 snap negli special team. La sua prima stagione si chiuse con 7 tackle in 7 presenze, nessuna delle quali come titolare.

## Palmarès
- National Football Conference Championship: 1

San Francisco 49ers: 2023